# 19788 Hunker
19788 Hunker è un asteroide della fascia principale. Scoperto nel 2000, presenta un'orbita caratterizzata da un semiasse maggiore pari a 2,6183002 UA e da un'eccentricità di 0,1841724, inclinata di 9,67871° rispetto all'eclittica.